# Пронягин, Дмитрий Юрьевич
Дмитрий Юрьевич Пронягин (род. 1963) — генерал-майор Вооружённых Сил Российской Федерации, активный участник Афганской, первой и второй чеченских войн, Герой Российской Федерации (1997).

## Биография
Дмитрий Юрьевич Пронягин родился 11 сентября 1963 года в городе Александрии Объединённой Арабской Республики (Египет) в семье военного моряка, в годы Великой Отечественной войны служившего электриком на Краснознамённом Балтийском флоте, Юрия Георгиевича Пронягина, находившегося в командировке по линии Министерства обороны СССР в качестве специалиста по военно-морской артиллерии. Дядя Дмитрия Юрьевича — видный советский строитель предприятий химической промышленности, Герой Социалистического Труда Пётр Георгиевич Пронягин.
После окончания средней школы Пронягин был призван на службу в Вооружённые Силы СССР. В 1984 году окончил Томское высшее военное командное училище связи, после чего служил на командных и офицерских должностях в различных войсковых частях. В составе ограниченного контингента советских войск принимал участие в боевых действиях в Демократической Республике Афганистан.
После распада СССР продолжал службу в Вооружённых Силах Российской Федерации. Являлся активным участником операции по восстановлению конституционного порядка, ликвидации незаконных вооружённых формирований в Чеченской Республике в ходе первой и второй чеченских войн. Закрытым Указом Президента Российской Федерации от 16 апреля 1997 года за мужество и героизм, проявленные при выполнении специального задания, подполковник Дмитрий Юрьевич Пронягин был удостоен высокого звания Героя Российской Федерации с вручением медали «Золотая Звезда» за номером 395.
Впоследствии продолжал службу в Вооружённых Силах Российской Федерации, занимал ответственные командные должности в системе Главного разведывательного управления Генерального штаба ВС РФ. Дослужился до звания генерал-майора. В 2009—2013 годах являлся начальником 161-го учебного центра специального назначения ГРУ, где осуществляется подготовка специалистов-разведчиков. В 2014 году принимал участие в аннексии Крыма к РФ, а годом позже — в военной операции России в Сирии.
В настоящее время продолжает службу, проживает в Москве.
Также награждён орденом «За заслуги перед Отечеством» 4-й степени с мечами, двумя орденами Мужества, орденом «За военные заслуги», медалью ордена «За заслуги перед Отечеством» 2-й степени с мечами и рядом других медалей.